# Paradise Regained

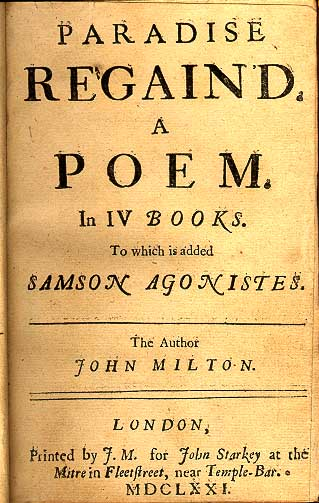
Titelpagina van de eerste uitgave

Paradise Regained is een gedicht geschreven door de 17e-eeuwse Engelse dichter John Milton en gepubliceerd in 1671. De naam is een verwijzing naar het eerdere - en bekendere - epische gedicht Paradise Lost, beide hebben soortgelijke theologische thema's. Het werk gaat over de verleiding van Christus door de Duivel.
Paradise Regained wordt vaak gezien als een minder werk dan Paradise Lost, het biedt minder complexe karakters en morele vraagstukken. Dit is echter niet zozeer te wijten aan een mindere stijl dan aan beperkingen door het verhaal zelf. Er is minder ruimte voor alternatieve interpretatie in de verleiding van Christus vergeleken met de schepping - het thema van Paradise Lost -, Milton vindt niettemin genoeg ruimte om het verhaal uit te bouwen zonder het te veranderen.
Het gedicht werd geschreven in Miltons huis in Chalfont St. Giles in Buckinghamshire en is gebaseerd op Lucas' versie van de verleiding van Christus. Paradise Regained bestaat uit vier boeken, in contrast met de twaalf van Paradise Lost (tien boeken in de eerste versie).
Een van de belangrijkste concepten benadrukt in Paradise Regained zijn de 'omkeringen'. De titel impliceert al dat Milton met Paradise Regained het 'verlies' van het paradijs wil terugdraaien. Antoniemen worden door het hele gedicht heen vaak naast elkaar gevonden, dit versterkt nog eens het idee dat alles wat verloren is in Paradise Lost teruggewonnen zal worden in Paradise Regained.
Verder concentreert het werk zich op het idee van 'honger', zowel letterlijk als figuurlijk. Jezus is na veertig dagen van dolen in de woestijn uitgestorven en hongert naar zowel voedsel als het 'Woord van God'. Satan, die de figuurlijke honger niet ziet, biedt Christus voedsel en andere verleidingen aan, maar Jezus blijft ze weigeren.
Tegengesteld aan wat vaak gedacht wordt is 'honger' geen thema in Paradise Lost, het is geen honger naar de verboden vrucht die Adam en Eva aanzet tot het eten ervan en de resulterende zondeval, maar eerder een gevolg van verscheidene thema's die uiteindelijk leiden tot Satans manipulatie van Adam en Eva's menselijke verlangens. In plaats daarvan bouwt Milton verder op een van zijn favoriete thema's, voor het eerst ontwikkeld in zijn 19de sonnet, "those also serve who stand and wait". Adam en Eva worden opgedragen te wachten op hun 'verheffing' maar falen in die taak, maar Jezus verdraagt geduldig al Satans verleidingen en verklaart aan het eind: "Tempt not the Lord thy God; he said and stood" als Satan - die het niet in zich heeft om te wachten, altijd ongeduldig handelt - valt. Er is dus geen symbolische tegenstelling tussen het geestelijke voedsel waar Jezus naar hongert en de verboden vrucht, maar eerder het afkeuren van een voorbarige, overhaaste actie en het goedkeuren van geduld, 'staan en wachten.'
Het thema dat Milton gekozen heeft voor het verhaal is merkwaardig. De dood en herrijzenis van Jezus is algemeen geaccepteerd als de verlossing van de mensheid. Milton heeft er echter voor gekozen Jezus' weerstand aan verleiding om zo het paradijs te herwinnen als thema te nemen. Een verklaring hiervoor is dat de meeste schrijvers het verhaal van Christus' verlossing van de mensheid concentreren op zijn lijden, kruisiging en herrijzenis. Miltons keuze voor de verleiding in de woestijn mag dan als een verrassing komen, het past perfect bij Miltons eigen geloof dat daden voortkomen uit innerlijke kracht, wijsheid en morele keuzes. Als Adams ongehoorzaamheid het paradijs kost, dan herenigt Jezus God en de mensheid met zijn gehoorzaamheid. Zoals Adam en Eva toegaven aan verleiding, ongehoorzaamheid en het paradijs verloren, is dit het moment voor Milton dat Jezus de verleidingen weerstaat, Gods woord gehoorzaamt en zichzelf in de positie brengt om het paradijs te herwinnen. De lezer begrijpt dat er een opoffering gaat gebeuren, maar dat pijnlijke symbool van gehoorzaamheid zou niet mogelijk zijn zonder de innerlijke kracht die dit verhaal vertegenwoordigt.